# Podogryllus teres
Podogryllus teres är en insektsart som först beskrevs av Hermann Rudolph Schaum 1853.  Podogryllus teres ingår i släktet Podogryllus och familjen syrsor. Inga underarter finns listade i Catalogue of Life.